# Hadraule explanata
Hadraule explanata är en skalbaggsart som beskrevs av Lawrence 1971. Hadraule explanata ingår i släktet Hadraule och familjen trädsvampborrare. Inga underarter finns listade i Catalogue of Life.